# Tourinne
Tourinne (en wallon Tourene) est une section de la commune belge de Braives située en Région wallonne dans la province de Liège. C'était une commune à part entière avant la fusion des communes de 1977.
Anciennement Tourinne-la-Chaussée, en raison de la proximité de la chaussée romaine Bavay-Cologne.

## Démographie
- Sources : INS. De 1831 à 1970 = recensements, 1976 = nombre d'habitants au 31 décembre

## Histoire

### Origine
L'ouvrage de Paul Cornet Tourinne, des origines à l'aube du XXe siècle/1993 donne pour première mention de Tourinne dans les écrits la date du 3 mars 975 (ou 30 août 974) dans une charte de Nimègue où l'empereur Otton II s'adresse à l'abbé Wérinfrid de Stavelot et lui restitue le « bien de Turnines situé dans le pagus de Hesbaye et le comté de Moha ». Il ajoute que ce bien appartenait autrefois à l'abbaye de Stavelot mais que quelques personnes l'avaient soustrait durant de nombreuses années à l'usage de cette église… Cornet émet ensuite l'hypothèse qu'« un bien important sis en Hesbaye aurait été cédé à Stavelot en 692 par Pépin de Herstal » et qu'« il y a assez de chance pour qu'il s'agisse de Tourinne ! ».
Or dans le Cartulaire de Saint-Vaast d'Arras par Guiman (XIIe siècle), divers dons faits à cette abbaye Nobiliacus de St.Vaast par le roi Thierry III  dont le bien de « Torona » et, d'après Lambert le frère de Guimann plus précisément l'année 680. Ceci est probablement la première mention de Tourinne-la-Chaussée dans les écrits. Ce don sera confirmé en 880 par une charte de Charles-le-Chauve dans le même cartulaire, date rectifiée en 30 mai 876 par le même Lambert, frère de Guimann.